# Le Voyage des rois mages
Le Voyage des rois mages est un tableau réalisé vers 1433-1435 par le peintre italien Sassetta. Cette tempera sur bois rehaussée d'or représentait autrefois l'Adoration des mages, mais elle a été découpée et ne représente plus que le cortège accompagnant les rois mages alors qu'il descend un flanc de colline. L'œuvre est conservée au Metropolitan Museum of Art, à New York, aux États-Unis.

## Postérité
Le tableau fait partie du musée imaginaire de l'historien français Paul Veyne, qui le décrit dans son ouvrage justement intitulé Mon musée imaginaire.